# قوة عظمى مرتقبة

'القوة العظمي الحالية الوحيدة'
الولايات المتحدة'القوة العظمى الناشئة'
الصين'القوة العظمى المرتقبة'
البرازيل
الاتحاد الأوروبي
الهند
روسيا

القوة العظمى المرتقبة (بالإنجليزية: A Potential Superpowers) هي دولة أو كيان سياسي واقتصادي يُعتقد أنها ستصبح قوة عظمى في المستقبل القريب، ويُقصد بها بالخصوص الاتحاد الأوروبي ومجموعة دول البريكس. تعتبر الولايات المتحدة الأمريكية اليوم وحدها قوة عظمى كونها تستوفي المعايير المطلوبة لتكون كذلك. وفي الجانب الآخر يشار إلى الصين كقوة عظمى ناشئة، فبالرغم من قوة بكين في الوقت الحالي فهي لا زالت تعتبر خارج تصنيف القوة العظمى.
الاتحاد الأوروبي واقتصادات دول البريكس الناشئة والتي تضم البرازيل، روسيا، والهند توصف عادةً أنها القوى العظمى المرتقبة.
تشكل هذه القوة العظمى المرتقبة والولايات المتحدة مجتمعة %68 من الناتج المحلي الإجمالي الاسمي العالمي، و62.4% من الناتج المحلي الإجمالي العالمي (تعادل القوة الشرائية)، أكثر من ثلث إجمالي مساحة الأرض وأكثر من 50% من سكان العالم.القوة العظمى المرتقبة تقاس بالقوة العسكرية أو الاقتصادية، أو كليهما، ونفوذًا عامًا  يفوق نفوذ الدول الأخرى إلى حد كبير. يتفق العلماء عمومًا على الدولة التي تعتبر قوة عظمى مرتقبة أو فريدة من نوعها - على سبيل المثال، المملكة المتحدة خلال العصر الفيكتوري والولايات المتحدة أثناء الحرب العالمية الثانية وبعدها مباشرة - ولكنهم غالبًا ما يختلفون حول المعايير التي تميز القوة العظمى عن القوى الكبرى الأخرى، وبالتالي، على الدول الأخرى إن وجدت التي ينبغي أن تُسمى قوة عظمى.

## البرازيل
شهدت جمهورية البرازيل الاتحادية نقاشًا محدودًا بين السلطات بشأن إمكانياتها كقوة عظمى.
أظهر السفير البريطاني السابق في البرازيل بيتر كوليكوت في رسالة كتبها إلى الساعي الدبلوماسي أنّ الاعتراف بالبرازيل قوة عظمى محتملة ينبع إلى حد كبير من هويتها وطموحها الوطني. ويشير إلى أن البرازيل سعت طوال المائتي عام الماضية إلى الظّهور كقوّة اقتصاديّة وسياسيّة عالميّة." وبالرغم من ذلك، يوضح كوليكوت أنه بالرغم أن البرازيل حققت بعض تطلعاتها، وبدأت أخيرًا في اكتساب الاعتراف الدولي الذي تستحقه، لكنها لن تظهر كقوة عظمى، لكن موقعها الحالي كقوة ناشئة سيسمح للبرازيل بتشكيل المستقبل بطموحات أكثر واقعية.
بيتر كوليكوت في كتابه 2014، تحدي القوة العظمى (بي ار آي سي): تحليل السياسة الخارجية والأمنية، البروفيسور كوانغ هو تشون يقَيم بأمعان احتمالية حصول دول (بي ار آي سي) على مكانة القوى العظمى. فيما يتعلق بالبرازيل، يسلط كوانج هو تشون الضوء على أن البلاد تمتلك موارد طبيعية «إستراتيجية» هائلة لم يتم استغلالها، بما في ذلك المعادن الثمينة، وعشر مصادر من المياه العذبة في العالم وأكبر غابات الأرض المطيرة المتبقية. لهذا السبب، يشعر كوانغ هو تشون أنه من المحتمل أن تحصل البرازيل على دور مهيمن في العلاقات الدولية، خاصة عندما يتعلق الأمر بالمسائل البيئية. ومما يعزز هذا النفوذ المعتدل القوة صناع السياسة في البرازيل الذين يسعون إلى الانخراط في أكبر عدد ممكن من المنظمات الدولية وتشكيل تحالفات، وأبرزها في القضايا الاجتماعية،  والدبلوماسية والاقتصادية. على الرغم من إمكانياتها الاقتصادية و «الصورة الذاتية للبرازيل كدولة ذات مصير عظيم،» يعتقد كوانغ هو تشون أن البلاد «أقل بكثير من المستويات المطلوبة للقوة العظمى.» دعمًا لاعتقاده، أكد على افتقار البرازيل الواضح إلى «القوة الصلبة التقليدية» (أي القوة العسكرية والنفوذ الأمني العالمي) كعقبة رئيسية. كتب كوانغ هو تشون أن البرازيل ليس لديها «حافز كبير للاستثمار في جيشها» حيث «تطورت البلاد في بيئة لا تكاد توجد فيها أي تهديدات أمنية بين الدول»، لذلك، «قد لا تكون البرازيل في وضع يسمح لها بتجميع ما يكفي من التأثير على مسائل الأمن العالمي لتلبية معايير كونها قوة عظمى». بدلاً من ذلك، يشعر هو تشون أن البرازيل ستظهر كقوة عظمى ذات موقع مهم في بعض مجالات النفوذ ولكنها محدودة في مجالات أخرى مثل الأمن الدولي.

## الصين
تتلقى جمهورية الصين الشعبية تغطية مستمرة في الصحافة الشعبية لوضعها كقوة عظمى ناشئة، وقد تم تحديدها كنمو اقتصادي صاعد أو ناشئ وقوة عسكرية عظمى من قبل الأكاديميين والخبراء الآخرين. في الواقع، اختيرت تسمية «نهوض الصين» كأفضل أخبار القرن الحادي والعشرين من قبل غلوبال لانغويج مونيتور، تقاس بعدد الظهور في وسائل الإعلام المطبوعة والإلكترونية العالمية، على شبكة الإنترنت والمدونات، وفي وسائل التواصل الاجتماعي. طبق مصطلح «القوة العظمى الثانية» من قبل الباحثين على إمكانية ظهور جمهورية الصين الشعبية بقوة وتأثير عالمي تماشياً مع الولايات المتحدة. يشار أحيانًا إلى إمكانية قيام البلدين بتكوين علاقات أقوى لمعالجة القضايا العالمية باسم مجموعة الدولتين.
أكد باري بوزان في عام 2004 أن «الصين تقدم بالتأكيد الصورة الشاملة الواعدة» لقوة عظمى محتملة. ادعى بوزان أن «الصين هي في الوقت الحالي القوة العظمى المحتملة الأكثر عصرية والتي تجعل درجة عزلتها عن المجتمع الدولي المهيمن هي المنافس السياسي الأكثر وضوحًا».
ومع ذلك، أشار إلى أن هذا التحدي مقيد بالتحديات الرئيسية للتنمية وحقيقة أن صعوده يمكن أن يؤدي إلى تحالف مضاد للدول في آسيا.
صرح باراج خانا في عام 2008 أنه من خلال عقد صفقات تجارية واستثمارية ضخمة مع أمريكا اللاتينية وأفريقيا، رسخت الصين وجودها كقوة عظمى إلى جانب الاتحاد الأوروبي والولايات المتحدة. يتضح صعود الصين من خلال حصتها المتضخمة من التجارة في الناتج المحلي الإجمالي. وأعرب عن اعتقاده أن «الأسلوب الاستشاري» للصين قد سمح لها بتطوير علاقات سياسية واقتصادية مع العديد من الدول بما في ذلك تلك التي تعتبرها الولايات المارقة من قبل الولايات المتحدة. وذكر أن منظمة شنغهاي للتعاون التي تأسست مع روسيا ودول آسيا الوسطى قد تكون في نهاية المطاف «الناتو في الشرق».
ناقش الخبير الاقتصادي ومؤلف كتاب «إكليبس: العيش في ظل الهيمنة الاقتصادية الصينية آرفيند سوبرامانيان» في عام 2012 بأن الصين ستوجه النظام المالي العالمي بحلول عام 2020 وأن الرنمينبي الصيني سيحل محل الدولار كعملة احتياطية عالمية في 10 إلى 15 عامًا. ستظل القوة الناعمة للولايات المتحدة لمدة أطول. وذكر أن «الصين كانت الأفضل اقتصاديًا لآلاف السنين قبل عهد أسرة مينغ. في بعض النواحي، كانت السنوات القليلة الماضية انحرافًا».
جادل لورانس سايز في كلية الدراسات الشرقية والأفريقية في لندن في عام 2011 بأن الصين سوف تتفوق على الولايات المتحدة كقوة عظمى عسكرية في غضون عشرين عامًا. وفيما يتعلق بالقوة الاقتصادية، مدير المركز الصيني للإصلاح الاقتصادي بجامعة بكين صرح ياو يانغ بأن «على افتراض أن الاقتصاد الصيني والأمريكي ينمو، على التوالي، يبلغ معدل التضخم في الصين، بنسبة 8 ٪ و 3 ٪ بالقيمة الحقيقية، 3.6 ٪ وأمريكا 2 ٪ (متوسطات العقد الماضي)، وأن الرنمينبي يقدر مقابل الدولار بنسبة 3 ٪ في السنة (متوسط السنوات الست الماضية)، ستصبح الصين أكبر اقتصاد في العالم بحلول عام 2021. بحلول ذلك الوقت، سيكون إجمالي الناتج المحلي للبلدين حوالي 24 تريليون دولار».
تجادل المؤرخ تيموثي غارتون آش في عام 2011، مشيرًا إلى العوامل مثل توقع صندوق النقد الدولي أن إجمالي الناتج المحلي الصيني (تعديل تعادل القوة الشرائية) سيتفوق على الولايات المتحدة في عام 2016، أن تحول السلطة إلى عالم مع العديد من القوى العظمى كان يحدث «الآن». ومع ذلك، كانت الصين ولا تزال تفتقر إلى القوة الناعمة وقدرات إسقاط الطاقة وكان الناتج المحلي الإجمالي منخفض / للفرد. كما ذكر المقال أن مركز بيو للأبحاث في استطلاع عام 2009 وجد أن الناس في 15 من أصل 22 دولة يعتقدون أن الصين قد تجاوزت أو ستتجاوز الولايات المتحدة كقوة عظمى رائدة في العالم.
جرت مقابلة في عام 2011، صرح فيها رئيس وزراء سنغافورة الأول، لي كوان يو، بأنه على الرغم من أن الصين تحل محل الولايات المتحدة، فهي ليست نتيجة حتمية، وبرغم ذلك، فإن القادة الصينيين جادين في إزاحة الولايات المتحدة باعتبارها أقوى دولة في آسيا. لقد حولوا المجتمع الفقير بأعجوبة اقتصادية ليصبحوا الآن ثاني أكبر اقتصاد في العالم. وكيف لا يمكن أن يطمحوا إلى أن يكونوا رقم 1 في آسيا، وفي الوقت المناسب في العالم؟ "
ويؤكد لي أن الاستراتيجية الصينية ستتمحور حول "عمالهم المتزايدين ذوي المهارات العالية والمتعلمين ليبيعوا بأفضل سعر  للآخرين." ومع ذلك، فإن العلاقات مع الولايات المتحدة، على الأقل في المدى المتوسط، لن تأخذ منعطفا نحو الأسوأ لأن الصين سوف "تجنب أي عمل من شأنه أن يفسد العلاقات مع الولايات المتحدة لتحدي قوة أقوى ومتفوقة تكنولوجيا مثل الولايات المتحدة سيجهض" صعودها السلمي ". على الرغم من أن لي يعتقد أن الصين مهتمة حقًا بالنمو ضمن الإطار العالمي الذي أنشأته الولايات المتحدة، إنها تقضي الوقت حتى تصبح قوية بما يكفي لإعادة تحديد النظام السياسي والاقتصادي السائد بنجاح.
صرح مستشار السياسة الخارجية الصيني وانغ جيسي في عام 2012 بأن العديد من المسؤولين الصينيين يعتبرون الصين قوة من الدرجة الأولى يجب معاملتها على هذا النحو. يقال إن الصين ستصبح قريباً أكبر اقتصاد في العالم وتحقق تقدمًا سريعًا في العديد من المجالات. يُنظر إلى الولايات المتحدة كقوة عظمى متراجعة كما هو موضح بعوامل مثل ضعف الانتعاش الاقتصادي، اضطراب مالي، العجز المرتفع الذي يكاد يقترب من مستويات الناتج المحلي الإجمالي والبطالة، زيادة الاستقطاب السياسي، والإفراط في فرض العمل في الخارج في الصين.

## الاتحاد الأوروبي
أطلق الأكاديميون على الاتحاد الأوروبي القوة العظمى الناشئة. العديد من العلماء والأكاديميين مثل T.R Reid، وأندرو ريدينج، وأندرو مورافسيك، ومارك ليونارد، وجيريمي ريفكين، وجون مكورميك، وبعض السياسيين مثل رومانو برودي وتوني بلير، يعتقدون أن الاتحاد الأوروبي إما هو، أو سيصبح، قوة عظمى في القرن الحادي والعشرين. ومع ذلك، فإن كل هذه التكهنات تسبق أزمة اليورو وبريكست، ويعتقد أن الاتحاد الأوروبي يمر الآن بأزمة منتصف العمر السياسية.
يستشهد مارك ليونارد بعدة عوامل: عدد سكان الاتحاد الأوروبي الكبير، والاقتصاد الكبير، ومعدلات التضخم المنخفضة، ونوعية الحياة العالية لبعض الدول الأعضاء في الاتحاد الأوروبي (خاصة عند قياسها من حيث ساعات عملت في الأسبوع، والرعاية الصحية، والخدمات الاجتماعية).
يعتقد جون ماكورميك أن الاتحاد الأوروبي قد حقق بالفعل مكانة القوة العظمى، بناءً على حجم اقتصاده وانتشاره العالمي وعلى تأثيره السياسي العالمي. يجادل بأن طبيعة القوة قد تغيرت منذ الحرب الباردة وتم تطوير تعريف القوة العظمى، وأن القوة العسكرية لم تعد ضرورية للقوة العظمى. يجادل بأن السيطرة على وسائل الإنتاج أهم من السيطرة على وسائل التدمير، ويقارن القوة الصارمة للولايات المتحدة بالفرص التي تقدمها القوة الناعمة التي يمارسها الأوروبيون.
يعتقد باراغ خانا أن «أوروبا تتفوق على منافسيها لتصبح الإمبراطورية الأكثر نجاحًا في العالم». كتب خانا أن أمريكا الجنوبية وشرق آسيا ومناطق أخرى تفضل محاكاة «الحلم الأوروبي» بدلاً من الأمريكي، ويمكن ملاحظة ذلك في الاتحاد الأفريقي واتحاد دول أمريكا الجنوبية. والجدير بالذكر أن الاتحاد الأوروبي ككل لديه بعض من أكبر اللغات وأكثرها نفوذاً في العالم.
كما يأخذ أندرو ريدينج في الاعتبار التوسع المستقبلي للاتحاد الأوروبي. لن يؤدي الانضمام المستقبلي النهائي لبقية أوروبا، وروسيا بأكملها، وتركيا، إلى تعزيز اقتصادها فحسب، بل سيزيد أيضًا من عدد سكان الاتحاد الأوروبي إلى حوالي 800 مليون نسمة، وهو ما يعتبره مساويًا تقريبًا لاقتصاد الهند أو الصين، لكن الاتحاد الأوروبي قد يختلف نوعيًا عن الهند والصين نظرًا لأنه أكثر ازدهارًا وتقدمًا من الناحية التكنولوجية. قال رئيس الوزراء التركي رجب طيب أردوغان في عام 2005: «في غضون 10 أو 15 عامًا، سيكون الاتحاد الأوروبي مكانًا تلتقي فيه الحضارات. وسيكون قوة عظمى عندما يضم تركيا إليه.»
كتب روبرت ج. جوتمان في عام 2001 أن تعريف مصطلح القوة العظمى قد تغير، وفي القرن الحادي والعشرين لا يشير فقط إلى الدول التي تتمتع بقوة عسكرية، ولكن أيضًا إلى مجموعات مثل الاتحاد الأوروبي، ذات اقتصادات قوية، وعمال متعلمين تعليما عالياً، بالإضافة إلى الدهاء في التكنولوجيا العالية، والرؤية العالمية. أعرب فريس أرني بيترسن، السفير الدنماركي في الولايات المتحدة، عن وجهات نظر مماثلة، لكنه أقر بأن الاتحاد الأوروبي هو «نوع خاص من القوة العظمى».
يلاحظ باري بوزان أن وضع الاتحاد الأوروبي كقوة عظمى يعتمد على «مكانته». يقول بوزان إنه من غير المرجح أن يظل الاتحاد الأوروبي قوة عظمى محتملة لفترة طويلة لأنه على الرغم من امتلاكه لثروة مادية، فإن «ضعفه السياسي ومسار تطوره السياسي الداخلي غير المنتظم، لا سيما فيما يتعلق بالسياسة الخارجية والدفاعية المشتركة»، يقيده من كونه قوة عظمى.
بعض المعلقين لا يعتقدون أن الاتحاد الأوروبي سيحقق وضع القوة العظمى. قال وزير الخارجية البريطاني السابق لشؤون الأجنبية والكومنولث ديفيد ميليباند: «الاتحاد الأوروبي ليس قوة عظمى، ولن يكون كذلك أبدا». وقال إن الاتحاد الأوروبي يفتقر إلى السياسة الخارجية الموحدة مع عدم القدرة على إبراز القوة العسكرية في جميع أنحاء العالم.